# Kirchspiel Tönning
Kirchspiel Tönning war eine Gemeinde im Kreis Nordfriesland in Schleswig-Holstein. Die Gemeinde umfasste das Gebiet des Kirchspiels Tönning, das nicht zur 1590 gebildeten Stadt Tönning gehörte. Ursprünglich hieß die Gemeinde einfach Tönning und wurde zur Unterscheidung von der gleichnamigen Stadt auch als Landgemeinde Tönning bezeichnet. Am 1. Januar 1974 wurde die Gemeinde aufgelöst und in die Stadt Tönning eingegliedert.